# Continental Cup of Curling 2013
Turniej Contninental Cup of Curling 2013 odbył się między 10 a 13 stycznia 2013 w Penticton, Kolumbia Brytyjska, w South Okanagan Events Centre. 
W tej edycji zawodów zmieniono zasady punktacji. Do zdobycia było ich 60, za wygraną w meczach skins drużyna dostaje 5 punktów, zwycięstwo w pozostałych spotkaniach daje 1 punkt, remis zaś 0,5 pkt. Ponadto zmniejszono liczbę meczów skins z ośmiu do sześciu, curlerzy rozgrywają natomiast 18 meczów kobiety/mężczyźni zamiast 12.
Zwycięska drużyna zainkasowała 52 000 dolarów kanadyjskich, przegranym przysługuje połowa tej puli. Dodatkowo 13 000 dolarów dostanie lepszy zespół w rywalizacji skins.
Wynikiem 37 punktów zwyciężyła drużyna Ameryki Północnej.

## Drużyny
| Drużyna          | Czwarty/-a                                | Trzeci/-a         | Drugi/-a          | Otwierający/-a         | Miasto     |
| ---------------- | ----------------------------------------- | ----------------- | ----------------- | ---------------------- | ---------- |
| Ameryka Północna | Heather Nedohin                           | Beth Iskiw        | Jessica Mair      | Laine Peters           | Edmonton   |
| Ameryka Północna | Jennifer Jones                            | Kaitlyn Lawes     | Jill Officer      | Dawn Askin             | Winnipeg   |
| Ameryka Północna | Allison Pottinger                         | Nicole Joraanstad | Natalie Nicholson | Tabitha Peterson       | Saint Paul |
| Ameryka Północna | Glenn Howard                              | Wayne Middaugh    | Brent Laing       | Craig Savill           | Coldwater  |
| Ameryka Północna | Kevin Martin                              | John Morris       | Marc Kennedy      | Ben Hebert             | Edmonton   |
| Ameryka Północna | Heath McCormick                           | Matt Hames        | Bill Stopera      | Dean Gemmell           | Irvington  |
| Ameryka Północna | Trener: Kelley Law, Kapitan: Rick Lang    |                   |                   |                        |            |
| Świat            | Maria Prytz                               | Christina Bertrup | Maria Wennerström | Margaretha Sigfridsson | Skellefteå |
| Świat            | Mirjam Ott                                | Carmen Schäfer    | Carmen Küng       | Janine Greiner         | Davos      |
| Świat            | Eve Muirhead                              | Anna Sloan        | Vicki Adams       | Claire Hamilton        | Pitlochry  |
| Świat            | Niklas Edin                               | Sebastian Kraupp  | Fredrik Lindberg  | Viktor Kjäll           | Karlstad   |
| Świat            | Tom Brewster                              | Greg Drummond     | Scott Andrews     | Michael Goodfellow     | Aberdeen   |
| Świat            | Thomas Ulsrud                             | Torger Nergård    | Christoffer Svae  | Håvard Vad Petersson   | Oslo       |
| Świat            | Trener: David Hay, Kapitan: Peja Lindholm |                   |                   |                        |            |

## Klasyfikacja
|               | Świat | Ameryka Północna |
| ------------- | ----- | ---------------- |
| Kobiety       | 2,5   | 0,5              |
| Pary mieszane | 1,5   | 1,5              |
| Mężczyźni     | 1     | 2                |
| Kobiety       | 0,5   | 2,5              |
| Singles       | 2     | 4                |
| Mężczyźni     | 0,5   | 2,5              |
| Pary mieszane | 0     | 3                |
| Kobiety       | 1,5   | 1,5              |
| Mężczyźni     | 1     | 2                |
| Skins         | 8     | 7                |
| Skins         | 4,5   | 10,5             |
| Łącznie       | 23    | 37               |

## 10 stycznia

### Kobiety
10 stycznia 2013; 8:30
| Tor | Drużyna | Drużyna                      | 1 | 2 | 3 | 4 | 5 | 6 | 7 | 8 | Ogółem | Punkty |
| --- | ------- | ---------------------------- | - | - | - | - | - | - | - | - | ------ | ------ |
| 1   |         | Ameryka Północna (Pottinger) | 0 | 0 | 3 | 0 | 1 | 0 | 3 | 0 | 7      | 0      |
| 1   |         | Świat (Ott)                  | 1 | 0 | 0 | 4 | 0 | 3 | 0 | 1 | 9      | 1      |

| Tor | Drużyna | Drużyna                    | 1 | 2 | 3 | 4 | 5 | 6 | 7 | 8 | Ogółem | Punkty |
| --- | ------- | -------------------------- | - | - | - | - | - | - | - | - | ------ | ------ |
| 2   |         | Ameryka Północna (Nedohin) | 0 | 1 | 0 | 1 | 0 | 1 | 0 | x | 3      | 0      |
| 2   |         | Świat (Muirhead)           | 3 | 0 | 1 | 0 | 2 | 0 | 2 | x | 8      | 1      |

| Tor | Drużyna | Drużyna                  | 1 | 2 | 3 | 4 | 5 | 6 | 7 | 8 | Ogółem | Punkty |
| --- | ------- | ------------------------ | - | - | - | - | - | - | - | - | ------ | ------ |
| 3   |         | Ameryka Północna (Jones) | 0 | 1 | 0 | 1 | 0 | 2 | 0 | 2 | 6      | 0,5    |
| 3   |         | Świat (Sigfridsson)      | 1 | 0 | 1 | 0 | 3 | 0 | 1 | 0 | 6      | 0,5    |

### Pary mieszane
10 stycznia 2013; 13:00
| Tor | Drużyna | Drużyna                              | 1 | 2 | 3 | 4 | 5 | 6 | 7 | 8 | Ogółem | Punkty |
| --- | ------- | ------------------------------------ | - | - | - | - | - | - | - | - | ------ | ------ |
| 1   |         | Świat (Svae/Schäfer)                 | 0 | 0 | 2 | 0 | 3 | 0 | 1 | 2 | 8      | 1      |
| 1   |         | Ameryka Północna (Kennedy/Pottinger) | 1 | 1 | 0 | 2 | 0 | 3 | 0 | 0 | 7      | 0      |

| Tor | Drużyna | Drużyna                            | 1 | 2 | 3 | 4 | 5 | 6 | 7 | 8 | Ogółem | Punkty |
| --- | ------- | ---------------------------------- | - | - | - | - | - | - | - | - | ------ | ------ |
| 2   |         | Świat (Goodfellow/Muirhead)        | 1 | 1 | 0 | 0 | 0 | 2 | 1 | 0 | 5      | 0,5    |
| 2   |         | Ameryka Północna (Gemmell/Nedohin) | 0 | 0 | 1 | 1 | 1 | 0 | 0 | 2 | 5      | 0,5    |

| Tor | Drużyna | Drużyna                         | 1 | 2 | 3 | 4 | 5 | 6 | 7 | 8 | Ogółem | Punkty |
| --- | ------- | ------------------------------- | - | - | - | - | - | - | - | - | ------ | ------ |
| 3   |         | Świat (Edin/Bertrup)            | 0 | 0 | 1 | 0 | 0 | 2 | 0 | 0 | 3      | 0      |
| 3   |         | Ameryka Północna (Morris/Lawes) | 2 | 1 | 0 | 1 | 2 | 0 | 3 | 1 | 10     | 1      |

### Mężczyźni
10 stycznia 2013; 18:30
| Tor | Drużyna | Drużyna                      | 1 | 2 | 3 | 4 | 5 | 6 | 7 | 8 | Ogółem | Punkty |
| --- | ------- | ---------------------------- | - | - | - | - | - | - | - | - | ------ | ------ |
| 1   |         | Świat (Edin)                 | 0 | 3 | 0 | 1 | 0 | 3 | 0 | 1 | 8      | 1      |
| 1   |         | Ameryka Północna (McCormick) | 2 | 0 | 2 | 0 | 2 | 0 | 1 | 0 | 7      | 0      |

| Tor | Drużyna | Drużyna                   | 1 | 2 | 3 | 4 | 5 | 6 | 7 | 8 | Ogółem | Punkty |
| --- | ------- | ------------------------- | - | - | - | - | - | - | - | - | ------ | ------ |
| 2   |         | Świat (Ulsrud)            | 1 | 0 | 0 | 1 | 0 | 1 | 0 | 0 | 3      | 0      |
| 2   |         | Ameryka Północna (Howard) | 0 | 1 | 0 | 0 | 1 | 0 | 3 | 1 | 6      | 1      |

| Tor | Drużyna | Drużyna                   | 1 | 2 | 3 | 4 | 5 | 6 | 7 | 8 | Ogółem | Punkty |
| --- | ------- | ------------------------- | - | - | - | - | - | - | - | - | ------ | ------ |
| 3   |         | Świat (Brewster)          | 0 | 0 | 2 | 0 | 0 | 0 | 1 | 0 | 3      | 0      |
| 3   |         | Ameryka Północna (Martin) | 0 | 1 | 0 | 0 | 2 | 0 | 0 | 1 | 4      | 1      |

## 11 stycznia

### Kobiety
11 stycznia 2013; 8:30
| Tor | Drużyna | Drużyna                    | 1 | 2 | 3 | 4 | 5 | 6 | 7 | 8 | Ogółem | Punkty |
| --- | ------- | -------------------------- | - | - | - | - | - | - | - | - | ------ | ------ |
| 1   |         | Świat (Sigfridsson)        | 0 | 2 | 0 | 0 | 1 | 0 | 0 | 1 | 4      | 0,5    |
| 1   |         | Ameryka Północna (Nedohin) | 1 | 0 | 0 | 2 | 0 | 1 | 0 | 0 | 4      | 0,5    |

| Tor | Drużyna | Drużyna                  | 1 | 2 | 3 | 4 | 5 | 6 | 7 | 8 | Ogółem | Punkty |
| --- | ------- | ------------------------ | - | - | - | - | - | - | - | - | ------ | ------ |
| 2   |         | Świat (Ott)              | 1 | 0 | 0 | 2 | 0 | 2 | 0 | 0 | 5      | 0      |
| 2   |         | Ameryka Północna (Jones) | 0 | 1 | 1 | 0 | 1 | 0 | 2 | 1 | 6      | 1      |

| Tor | Drużyna | Drużyna                      | 1 | 2 | 3 | 4 | 5 | 6 | 7 | 8 | Ogółem | Punkty |
| --- | ------- | ---------------------------- | - | - | - | - | - | - | - | - | ------ | ------ |
| 3   |         | Świat (Muirhead)             | 0 | 0 | 2 | 0 | 0 | 0 | 2 | 0 | 4      | 0      |
| 3   |         | Ameryka Północna (Pottinger) | 0 | 1 | 0 | 1 | 3 | 0 | 0 | 4 | 9      | 1      |

### Singles
11 stycznia 2013; 13:00

### Seria 1
| Tor | Drużyna | Drużyna                    | Runthrough | Button | Port | Raise | Hit-and-Roll | Double | Ogółem | Punkty |
| 1   |         | Ameryka Północna (Nedohin) | 0          | 4      | 3    | 5     | 5            | 0      | 17     | 1      |
| 1   |         | Świat (Muirhead)           | 0          | 3      | 4    | 3     | 1            | 0      | 11     | 0      |

| Tor | Drużyna | Drużyna                  | Runthrough | Button | Port | Raise | Hit-and-Roll | Double | Ogółem | Punkty |
| 2   |         | Ameryka Północna (Jones) | 0          | 1      | 5    | 1     | 4            | 0      | 11     | 0      |
| 2   |         | Świat (Ott)              | 0          | 5      | 2    | 4     | 2            | 5      | 18     | 1      |

| Tor | Drużyna | Drużyna                      | Runthrough | Button | Port | Raise | Hit-and-Roll | Double | Ogółem | Punkty |
| 3   |         | Ameryka Północna (Pottinger) | 5          | 0      | 5    | 3     | 1            | 4      | 18     | 1      |
| 3   |         | Świat (Sigfridsson)          | 1          | 5      | 5    | 1     | 1            | 0      | 13     | 0      |

### Seria 2
| Tor | Drużyna | Drużyna                      | Runthrough | Button | Port | Raise | Hit-and-Roll | Double | Ogółem | Punkty |
| 1   |         | Ameryka Północna (McCormick) | 0          | 5      | 0    | 1     | 2            | 0      | 8      | 0      |
| 1   |         | Świat (Brewster)             | 3          | 3      | 2    | 4     | 1            | 1      | 14     | 1      |

| Tor | Drużyna | Drużyna                   | Runthrough | Button | Port | Raise | Hit-and-Roll | Double | Ogółem | Punkty |
| 2   |         | Ameryka Północna (Howard) | 3          | 5      | 5    | 4     | 4            | 1      | 22     | 1      |
| 2   |         | Świat (Ulsrud)            | 0          | 4      | 4    | 5     | 4            | 0      | 17     | 0      |

| Tor | Drużyna | Drużyna                   | Runthrough | Button | Port | Raise | Hit-and-Roll | Double | Ogółem | Punkty |
| 3   |         | Ameryka Północna (Martin) | 1          | 3      | 5    | 4     | 4            | 0      | 17     | 1      |
| 3   |         | Świat (Edin)              | 0          | 4      | 5    | 3     | 1            | 0      | 13     | 0      |

### Mężczyźni
11 stycznia 2013; 18:30
| Tor | Drużyna | Drużyna                   | 1 | 2 | 3 | 4 | 5 | 6 | 7 | 8 | Ogółem | Punkty |
| --- | ------- | ------------------------- | - | - | - | - | - | - | - | - | ------ | ------ |
| 1   |         | Świat (Brewster)          | 0 | 1 | 0 | 1 | 0 | 1 | 0 | 2 | 5      | 0,5    |
| 1   |         | Ameryka Północna (Howard) | 2 | 0 | 1 | 0 | 1 | 0 | 1 | 0 | 5      | 0,5    |

| Tor | Drużyna | Drużyna                   | 1 | 2 | 3 | 4 | 5 | 6 | 7 | 8 | Ogółem | Punkty |
| --- | ------- | ------------------------- | - | - | - | - | - | - | - | - | ------ | ------ |
| 2   |         | Świat (Edin)              | 0 | 1 | 0 | 0 | 0 | 2 | 0 | x | 3      | 0      |
| 2   |         | Ameryka Północna (Martin) | 2 | 0 | 0 | 3 | 0 | 0 | 1 | x | 6      | 1      |

| Tor | Drużyna | Drużyna                      | 1 | 2 | 3 | 4 | 5 | 6 | 7 | 8 | Ogółem | Punkty |
| --- | ------- | ---------------------------- | - | - | - | - | - | - | - | - | ------ | ------ |
| 3   |         | Świat (Ulsrud)               | 0 | 2 | 0 | 0 | 1 | 0 | 0 | x | 3      | 0      |
| 3   |         | Ameryka Północna (McCormick) | 3 | 0 | 1 | 2 | 0 | 1 | 1 | x | 8      | 1      |

## 12 stycznia

### Pary mieszane
12 stycznia 2013; 9:00
| Tor | Drużyna | Drużyna                             | 1 | 2 | 3 | 4 | 5 | 6 | 7 | 8 | Ogółem | Punkty |
| --- | ------- | ----------------------------------- | - | - | - | - | - | - | - | - | ------ | ------ |
| 1   |         | Ameryka Północna (Howard/Nicholson) | 0 | 4 | 0 | 0 | 0 | 1 | 0 | 2 | 7      | 1      |
| 1   |         | Świat (Drummond/Sloan)              | 1 | 0 | 1 | 1 | 1 | 0 | 2 | 0 | 6      | 0      |

| Tor | Drużyna | Drużyna                        | 1 | 2 | 3 | 4 | 5 | 6 | 7 | 8 | Ogółem | Punkty |
| --- | ------- | ------------------------------ | - | - | - | - | - | - | - | - | ------ | ------ |
| 2   |         | Ameryka Północna (Laing/Jones) | 0 | 0 | 3 | 0 | 2 | 1 | 0 | 1 | 7      | 1      |
| 2   |         | Świat (Nergård/Küng)           | 1 | 1 | 0 | 2 | 0 | 0 | 1 | 0 | 5      | 0      |

| Tor | Drużyna | Drużyna                           | 1 | 2 | 3 | 4 | 5 | 6 | 7 | 8 | Ogółem | Punkty |
| --- | ------- | --------------------------------- | - | - | - | - | - | - | - | - | ------ | ------ |
| 3   |         | Ameryka Północna (McCormick/Mair) | 2 | 1 | 1 | 0 | 2 | 3 | 0 | x | 9      | 1      |
| 3   |         | Świat (Kraupp/Prytz)              | 0 | 0 | 0 | 2 | 0 | 0 | 1 | x | 3      | 0      |

### Kobiety
12 stycznia 2013; 13:30
| Tor | Drużyna | Drużyna                  | 1 | 2 | 3 | 4 | 5 | 6 | 7 | 8 | Ogółem | Punkty |
| --- | ------- | ------------------------ | - | - | - | - | - | - | - | - | ------ | ------ |
| 1   |         | Świat (Muirhead)         | 0 | 0 | 2 | 0 | 0 | 1 | 1 | 0 | 4      | 0      |
| 1   |         | Ameryka Północna (Jones) | 0 | 1 | 0 | 1 | 1 | 0 | 0 | 2 | 5      | 1      |

| Tor | Drużyna | Drużyna                      | 1 | 2 | 3 | 4 | 5 | 6 | 7 | 8 | Ogółem | Punkty |
| --- | ------- | ---------------------------- | - | - | - | - | - | - | - | - | ------ | ------ |
| 2   |         | Świat (Sigfridsson)          | 0 | 0 | 0 | 1 | 1 | 2 | 0 | 1 | 5      | 0,5    |
| 2   |         | Ameryka Północna (Pottinger) | 0 | 2 | 2 | 0 | 0 | 0 | 1 | 0 | 5      | 0,5    |

| Tor | Drużyna | Drużyna                    | 1 | 2 | 3 | 4 | 5 | 6 | 7 | 8 | Ogółem | Punkty |
| --- | ------- | -------------------------- | - | - | - | - | - | - | - | - | ------ | ------ |
| 3   |         | Świat (Ott)                | 2 | 2 | 0 | 1 | 1 | 0 | 0 | x | 6      | 1      |
| 3   |         | Ameryka Północna (Nedohin) | 0 | 0 | 1 | 0 | 0 | 0 | 1 | x | 2      | 0      |

### Mężczyźni
12 stycznia 2013; 18:30
| Tor | Drużyna | Drużyna                   | 1 | 2 | 3 | 4 | 5 | 6 | 7 | 8 | Ogółem | Punkty |
| --- | ------- | ------------------------- | - | - | - | - | - | - | - | - | ------ | ------ |
| 1   |         | Ameryka Północna (Martin) | 2 | 0 | 4 | 0 | 1 | 1 | 0 | x | 8      | 1      |
| 1   |         | Świat (Ulsrud)            | 0 | 2 | 0 | 0 | 0 | 0 | 1 | x | 3      | 0      |

| Tor | Drużyna | Drużyna                      | 1 | 2 | 3 | 4 | 5 | 6 | 7 | 8 | Ogółem | Punkty |
| --- | ------- | ---------------------------- | - | - | - | - | - | - | - | - | ------ | ------ |
| 2   |         | Ameryka Północna (McCormick) | 0 | 1 | 0 | 2 | 0 | 0 | 0 | 1 | 4      | 1      |
| 2   |         | Świat (Brewster)             | 0 | 0 | 1 | 0 | 0 | 1 | 1 | 0 | 3      | 0      |

| Tor | Drużyna | Drużyna                   | 1 | 2 | 3 | 4 | 5 | 6 | 7 | 8 | Ogółem | Punkty |
| --- | ------- | ------------------------- | - | - | - | - | - | - | - | - | ------ | ------ |
| 3   |         | Ameryka Północna (Howard) | 1 | 0 | 0 | 1 | 0 | 0 | 2 | 0 | 4      | 0      |
| 3   |         | Świat (Edin)              | 0 | 0 | 1 | 0 | 2 | 1 | 0 | 1 | 5      | 1      |

## 13 stycznia

### Skins
13 stycznia 2012; 13:00
Mężczyźni
| Tor | Drużyna | Drużyna                      | 1 | 2 | 3 | 4 | 5 | 6 | 7 | 8 | Punkty |
| --- | ------- | ---------------------------- | - | - | - | - | - | - | - | - | ------ |
| 1   |         | Ameryka Północna (McCormick) |   | 0 | X |   | 0 |   | 0 |   | 1,5    |
| 1   |         | Świat (Edin)                 | 0 |   |   | 0 |   | 0 |   | X | 3,5    |

Miksty
| Tor | Drużyna | Drużyna                   | 1 | 2 | 3 | 4 | 5 | 6 | 7 | 8 | Punkty |
| --- | ------- | ------------------------- | - | - | - | - | - | - | - | - | ------ |
| 2   |         | Ameryka Północna (Morris) | X |   | X |   | X |   | X |   | 3,5    |
| 2   |         | Świat (Brewster)          |   | 0 |   | X |   | 0 |   | 0 | 1,5    |

Kobiety
| Tor | Drużyna | Drużyna                      | 1 | 2 | 3 | 4 | 5 | 6 | 7 | 8 | Punkty |
| --- | ------- | ---------------------------- | - | - | - | - | - | - | - | - | ------ |
| 3   |         | Ameryka Północna (Pottinger) | X | X | X | X |   |   |   |   | 2      |
| 3   |         | Świat (Sigfridsson)          |   |   |   |   | 0 | X | X | X | 3      |

13 stycznia 2012; 17:00
Kobiety
| Tor | Drużyna | Drużyna                  | 1 | 2 | 3 | 4 | 5 | 6 | 7 | 8 | Punkty |
| --- | ------- | ------------------------ | - | - | - | - | - | - | - | - | ------ |
| 1   |         | Ameryka Północna (Jones) | X |   | X |   |   | X |   | X | 4      |
| 1   |         | Świat (Ott)              |   | 0 |   | 0 | X |   | 0 |   | 1      |

Miksty
| Tor | Drużyna | Drużyna                   | 1 | 2 | 3 | 4 | 5 | 6 | 7 | 8 | Punkty |
| --- | ------- | ------------------------- | - | - | - | - | - | - | - | - | ------ |
| 2   |         | Ameryka Północna (Martin) |   | X |   | X |   | X | X |   | 3,5    |
| 2   |         | Świat (Muirhead)          | 0 |   | X |   | 0 |   |   | X | 1,5    |

Mężczyźni
| Tor | Drużyna | Drużyna                   | 1 | 2 | 3 | 4 | 5 | 6 | 7 | 8 | Punkty |
| --- | ------- | ------------------------- | - | - | - | - | - | - | - | - | ------ |
| 3   |         | Ameryka Północna (Howard) |   | 0 |   | 0 |   | X |   | 0 | 3      |
| 3   |         | Świat (Ulsrud)            | 0 |   | 0 |   | 0 |   | 0 |   | 2      |